# Covillana
Covillana (en portugués y oficialmente, Covilhã [kuviˈʎɐ̃]ⓘ), es una ciudad portuguesa con 36 723 habitantes, en el distrito de Castelo Branco, sede de un municipio con 556,43 km² de área y 46 457 habitantes (2021), subdividido en 31 freguesias.
Puerta de la Sierra de la Estrella, es la tierra de la industria de la lana, cuna de descubridores del siglo XVI, hoy una ciudad con universidad pública.
En la vertiente sudeste de la Sierra de la Estrella, Covillana es uno de los centros urbanos del interior de Portugal. La ciudad está localizada a 20 km del punto más alto de Portugal Continental, la Torre (1993 m s. n. m.) y su núcleo urbano se extiende entre los 450 y los 800 m. 

## Toponimia
El topónimo en portugués es Covilhã (pronunciado [kuviˈʎɐ̃]ⓘ), mientras que en textos no oficiales en español es preferible la variante tradicional Covillana, adaptada a la pronunciación y ortografía española. También existe en español la forma Cubillana, poco utilizada.

## Historia

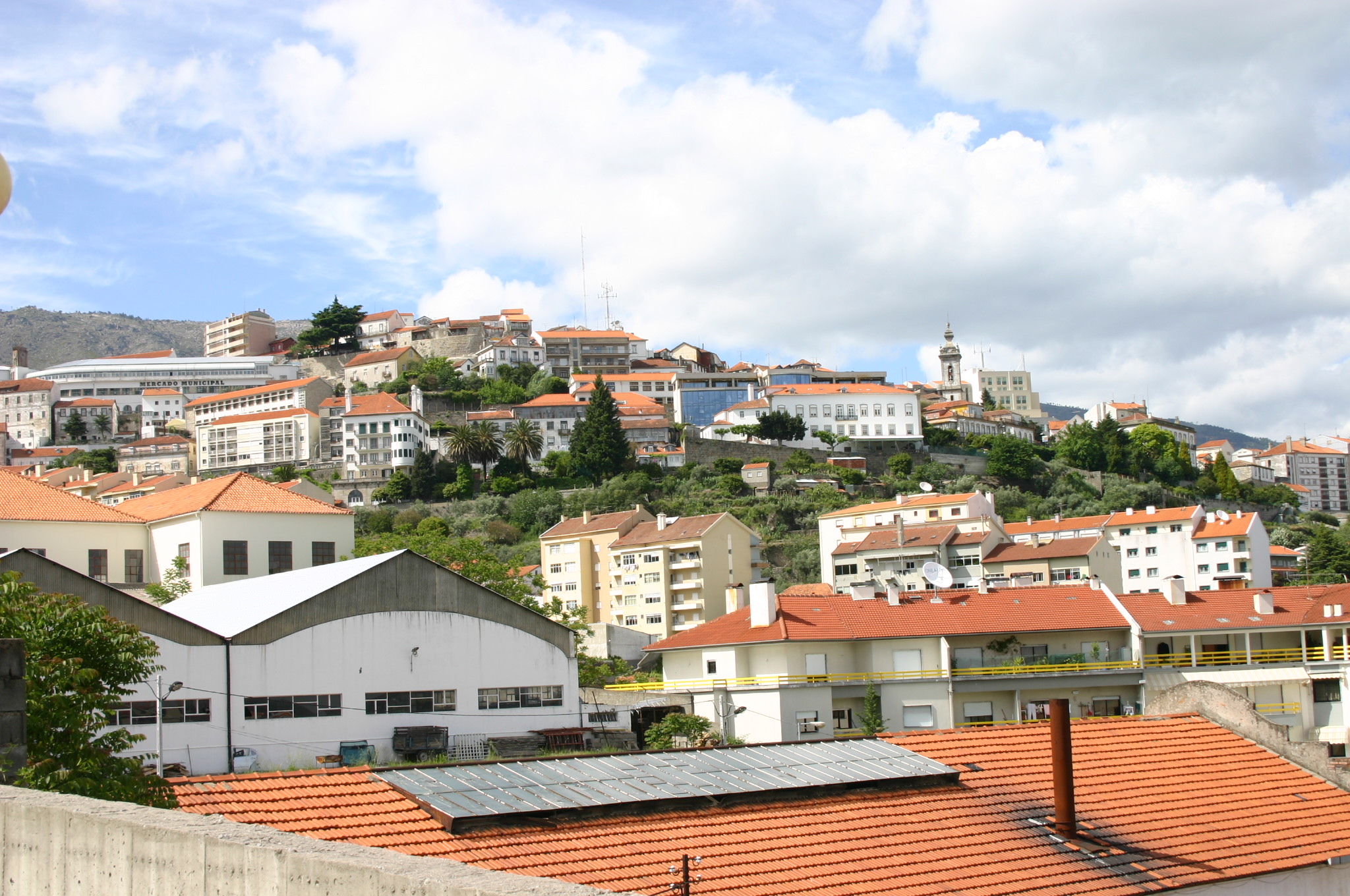
El núcleo central de Covillana.

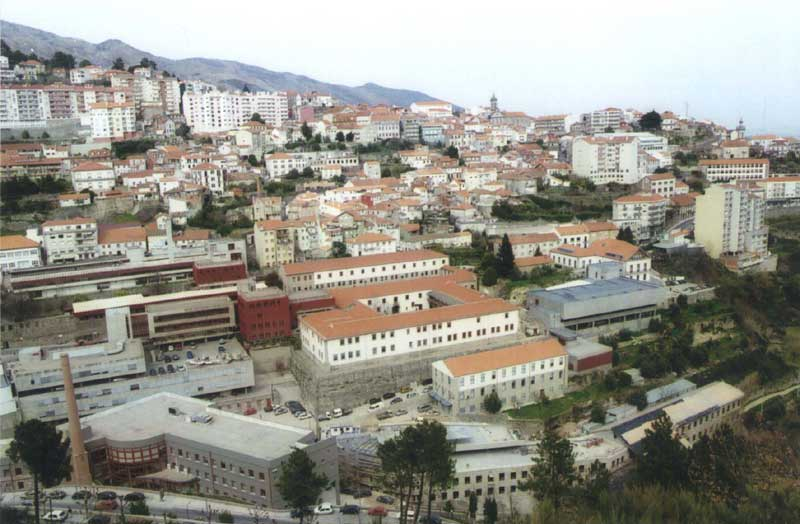
Parte alta.

Covillana fue un castro protohistórico, abrigo de pastores lusitanos y fortaleza romana conocida como Cava Juliana o Silia Hermínia. En las proximidades de este Castro se ubicaba la primitiva ciudad de Covillana (Cova Lhana, literalmente "Cueva Llana"), la denominada Covilhã Velha, donde existe un mojón trigonométrico con esa designación. Las murallas de su primitivo castillo fueron erigidas por Sancho I quien en 1186 concedió un fuero (foral) a Covillana. Y, más tarde, fue Dionisio I quien mandó construir las murallas del admirable barrio medieval de las Portas do Sol.
Ya en la Edad Media era una de las principales pueblos o aldeas del Reino, situación luego confirmada por el hecho de que grandes figuras originarias del pueblo o sus alrededores se volvieron importantes en los grandes descubrimientos de los siglos XV y XVI: el avance en el Atlántico, el camino marítimo hacia la India, los descubrimientos de América y Brasil, el primer viaje de circunnavegación de la Tierra.
Los dos cursos de agua que descienden de la Sierra de la Estrella, Carpinteira y Degoldra, atraviesan el núcleo urbano y estuvieron en el origen del desarrollo industrial. Ellas proporcionaban la energía hidráulica que permitía el trabajo de las fábricas. Junto a esas dos riberas se aprecia hoy un admirable núcleo de arqueología industrial, compuesto por decenas de grandes edificios en ruinas. 
En los dos lugares son visibles decenas de antiguas unidades, de entre las cuales se destacan la fábrica-escuela fundada por el Conde da Ericeira en 1681 junto a la Carpinteira y la Real Fábrica dos Panos creada por el Marqués de Pombal en 1763 junto a la ribera de Degoldra. Ésta es ahora la sede de la Universidad de la Beira Interior en la cual se halla el Museo de Lanifícios, considerado el mejor núcleo museológico de esta industria en Europa.
Covillana fue elevada a la categoría de ciudad el 20 de octubre de 1870 por el rey Luis I por su extenso número de habitantes y por su riqueza.

## Geografía

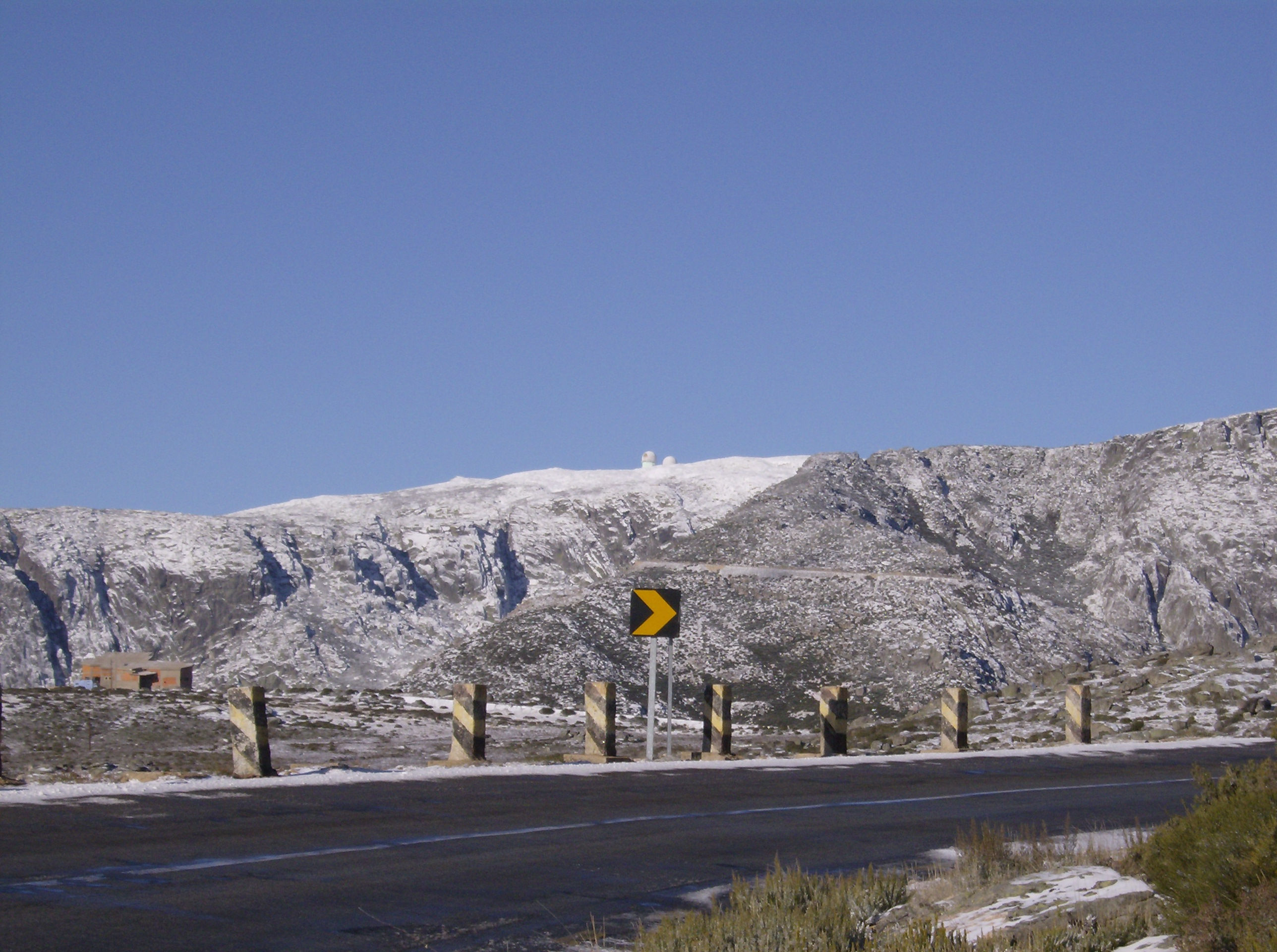
La Torre vista de Penhas da Saúde, en el municipio de Covillana.

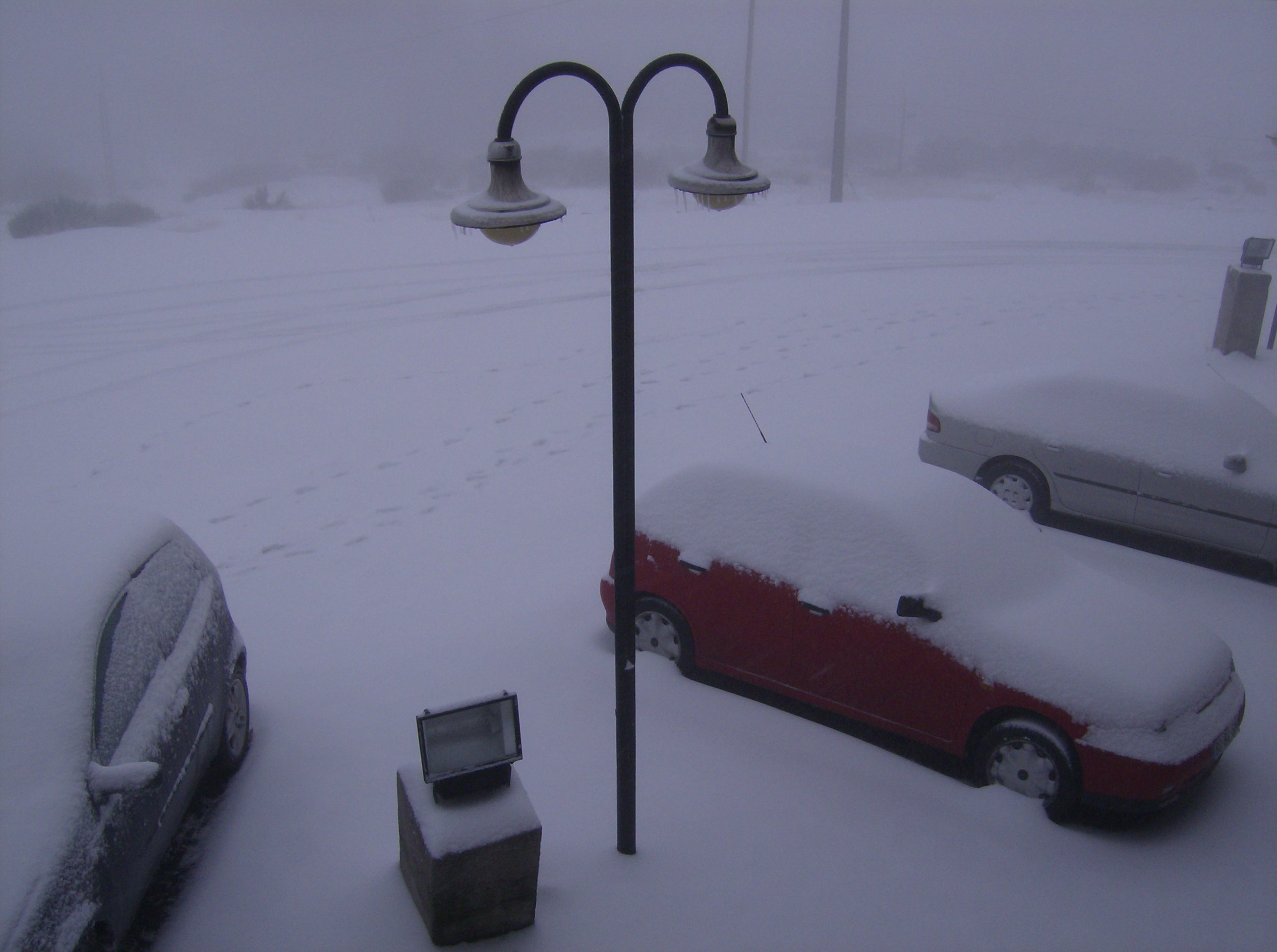
Ventisca en Penhas da Saúde, enero de 2007.

Ubicada en la parte sur de la Sierra de la Estrella, la zona urbana de la ciudad tiene altitudes entre 450 a 800 m s. n. m. y está a 20 km del punto más alto de Portugal continental, la Torre (1993 m s. n. m.), situada en el municipio de Seia, cerca de los límites con Manteigas y Covilhã.
El clima del municipio es mediterráneo continentalizado, ya que las precipitaciones son más escasas en el verano. Los veranos tienen temperaturas amenas y los inviernos tienen temperaturas bajas. El frío es más intenso conforme la altitud, con temperaturas amenas en las partes más bajas y temperaturas negativas y precipitaciones de nieve en las partes más elevadas, como el sitio de Penhas da Saúde, ubicado en la freguesia de Cortes do Meio, con 1500 m s. n. m., a 9 km de la Torre.
| Parámetros climáticos promedio de Covillana (614 m s. n. m.) (Periodo de referencia: 1971-2000) | Parámetros climáticos promedio de Covillana (614 m s. n. m.) (Periodo de referencia: 1971-2000) | Parámetros climáticos promedio de Covillana (614 m s. n. m.) (Periodo de referencia: 1971-2000) | Parámetros climáticos promedio de Covillana (614 m s. n. m.) (Periodo de referencia: 1971-2000) | Parámetros climáticos promedio de Covillana (614 m s. n. m.) (Periodo de referencia: 1971-2000) | Parámetros climáticos promedio de Covillana (614 m s. n. m.) (Periodo de referencia: 1971-2000) | Parámetros climáticos promedio de Covillana (614 m s. n. m.) (Periodo de referencia: 1971-2000) | Parámetros climáticos promedio de Covillana (614 m s. n. m.) (Periodo de referencia: 1971-2000) | Parámetros climáticos promedio de Covillana (614 m s. n. m.) (Periodo de referencia: 1971-2000) | Parámetros climáticos promedio de Covillana (614 m s. n. m.) (Periodo de referencia: 1971-2000) | Parámetros climáticos promedio de Covillana (614 m s. n. m.) (Periodo de referencia: 1971-2000) | Parámetros climáticos promedio de Covillana (614 m s. n. m.) (Periodo de referencia: 1971-2000) | Parámetros climáticos promedio de Covillana (614 m s. n. m.) (Periodo de referencia: 1971-2000) | Parámetros climáticos promedio de Covillana (614 m s. n. m.) (Periodo de referencia: 1971-2000) |
| Mes                                                                                             | Ene.                                                                                            | Feb.                                                                                            | Mar.                                                                                            | Abr.                                                                                            | May.                                                                                            | Jun.                                                                                            | Jul.                                                                                            | Ago.                                                                                            | Sep.                                                                                            | Oct.                                                                                            | Nov.                                                                                            | Dic.                                                                                            | Anual                                                                                           |
| ----------------------------------------------------------------------------------------------- | ----------------------------------------------------------------------------------------------- | ----------------------------------------------------------------------------------------------- | ----------------------------------------------------------------------------------------------- | ----------------------------------------------------------------------------------------------- | ----------------------------------------------------------------------------------------------- | ----------------------------------------------------------------------------------------------- | ----------------------------------------------------------------------------------------------- | ----------------------------------------------------------------------------------------------- | ----------------------------------------------------------------------------------------------- | ----------------------------------------------------------------------------------------------- | ----------------------------------------------------------------------------------------------- | ----------------------------------------------------------------------------------------------- | ----------------------------------------------------------------------------------------------- |
| Temp. máx. media (°C)                                                                           | 9.4                                                                                             | 11.2                                                                                            | 13.5                                                                                            | 16.4                                                                                            | 19.2                                                                                            | 24.7                                                                                            | 28.1                                                                                            | 28.4                                                                                            | 24.4                                                                                            | 18.9                                                                                            | 13.1                                                                                            | 9.8                                                                                             | 18.1                                                                                            |
| Temp. media (°C)                                                                                | 6.2                                                                                             | 7.4                                                                                             | 9.5                                                                                             | 11.8                                                                                            | 14.3                                                                                            | 19.1                                                                                            | 21.9                                                                                            | 22.2                                                                                            | 19.1                                                                                            | 14.7                                                                                            | 9.7                                                                                             | 6.7                                                                                             | 13.6                                                                                            |
| Temp. mín. media (°C)                                                                           | 3.1                                                                                             | 3.6                                                                                             | 5.6                                                                                             | 7.2                                                                                             | 9.5                                                                                             | 13.5                                                                                            | 15.7                                                                                            | 16.0                                                                                            | 13.9                                                                                            | 10.5                                                                                            | 6.3                                                                                             | 3.6                                                                                             | 9.0                                                                                             |
| Precipitación total (mm)                                                                        | 162                                                                                             | 150                                                                                             | 109                                                                                             | 90                                                                                              | 76                                                                                              | 49                                                                                              | 10                                                                                              | 10                                                                                              | 47                                                                                              | 105                                                                                             | 146                                                                                             | 128                                                                                             | 1082                                                                                            |
| Fuente: Climate Data                                                                            |                                                                                                 |                                                                                                 |                                                                                                 |                                                                                                 |                                                                                                 |                                                                                                 |                                                                                                 |                                                                                                 |                                                                                                 |                                                                                                 |                                                                                                 |                                                                                                 |                                                                                                 |

En cuanto a la vegetación, son predominantes los bosques, con árboles como el roble y la encina, entre otros. Entre la vegetación arbustiva, la carqueja es muy abundante. La vegetación queda escasa hacia la Torre.

### Freguesias
Las freguesias de Covilhã son las siguientes:
- Aldeia de São Francisco de Assis
- Barco e Coutada
- Boidobra
- Cantar-Galo e Vila do Carvalho
- Casegas e Ourondo
- Cortes do Meio
- Covilhã e Canhoso
- Dominguizo
- Erada
- Ferro
- Orjais
- Paul
- Peraboa
- Peso e Vales do Rio
- São Jorge da Beira
- Sobral de São Miguel
- Teixoso e Sarzedo
- Tortosendo
- Unhais da Serra
- Vale Formoso e Aldeia do Souto
- Verdelhos

## Demografía
| Gráfica de evolución demográfica de Covillana entre 1801 y 2021 |
|                                                                 |
| Datos según el nomenclátor publicado por el INE portugués.      |

## Economía

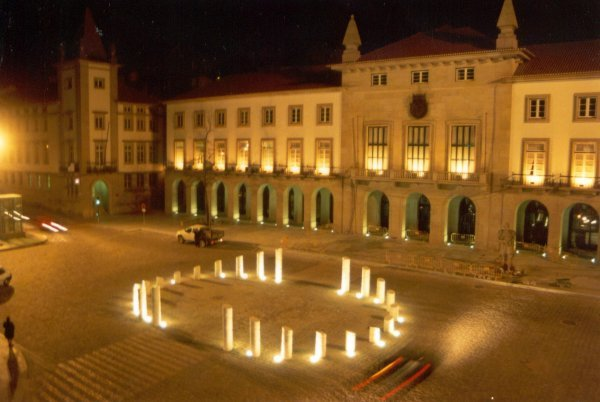
Plaza del municipio.

Hace 800 años que existe en la ciudad el trabajo de la lana que hoy se reflecta en modernas unidades industriales, siendo Covillana uno de los principales centros de lanificios de Europa.
Pocos centros urbanos pueden asumir una actividad económica tan regular a lo largo de ocho siglos, pero es justamente el caso de Covillana y del trabajo de los lanificios, como manufactura primero y como industria después. Actualmente, esta industria produce por año cerca de 40 000 km de tejido, y a través de varias empresas textiles, con destaque para la A. Saraiva, es proveedor de grandes marcas textiles mundiales como la Hugo Boss, Armani, Zegna, Marks & Spencer, Yves Saint Laurent, Calvin Klein y Christian Dior.
Es la ciudad más cercana de la Estación de Esquí Vodafone, donde se ubican las únicas pistas de esquí portuguesas y donde se llega recorriendo increíbles paisajes de montaña.

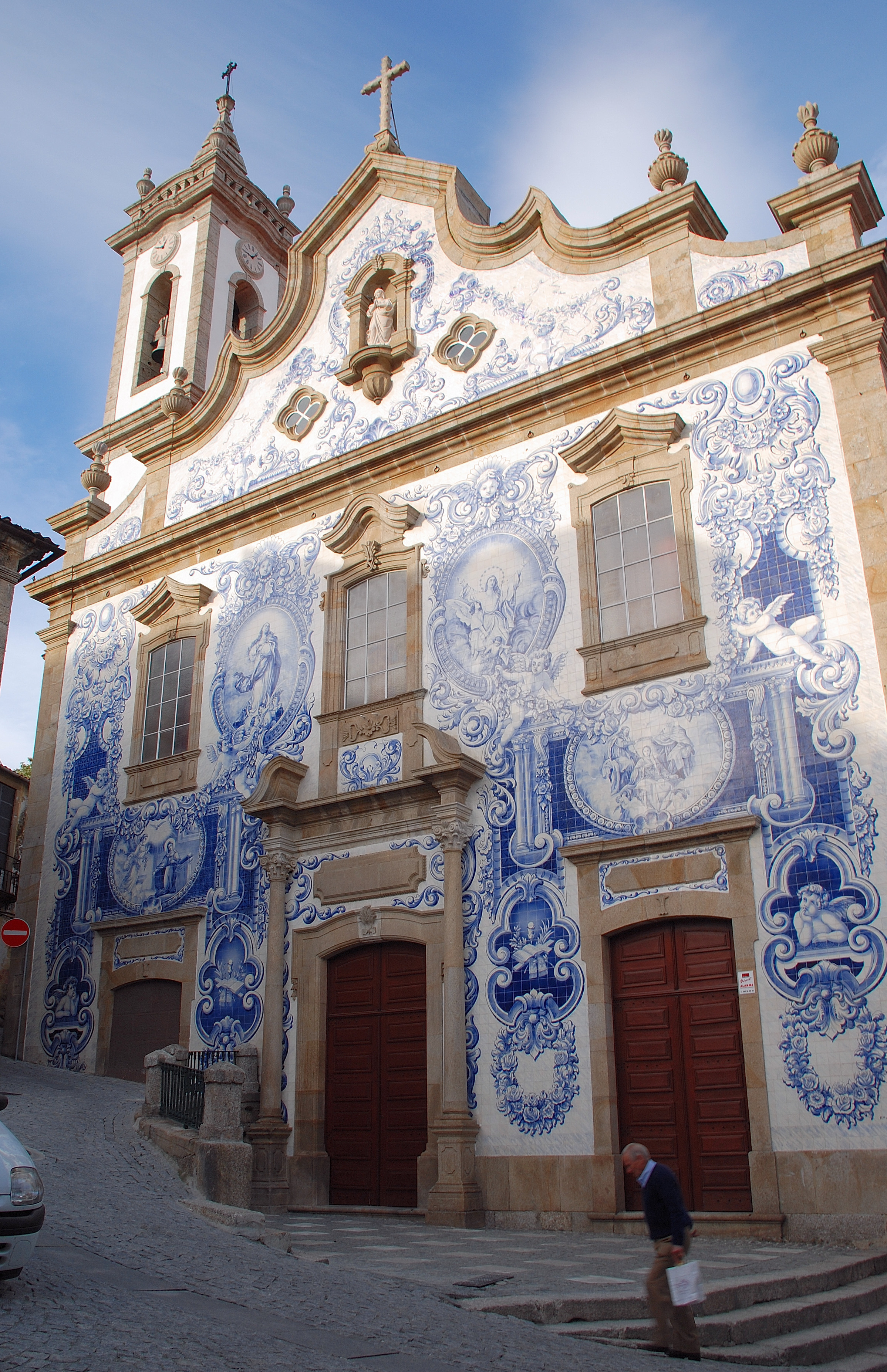
Iglesia de Santa Maria Maior

En noviembre de 2005 fue inaugurado el mayor centro comercial de toda la región interior de Portugal, el Serra Shopping, del grupo Sonae.

## Cultura

### Universidad

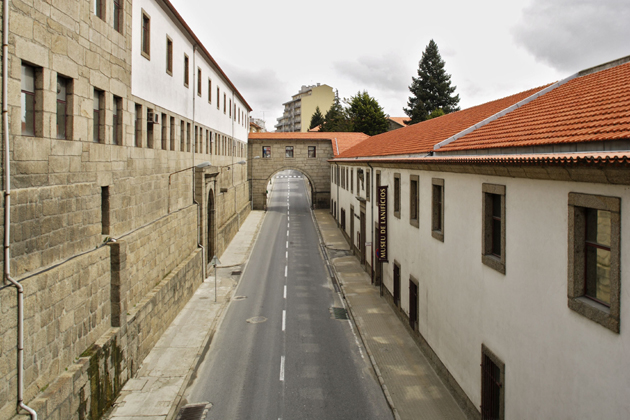
Museo de Lanificios en la universidad.

La Universidad de la Beira Interior se localiza en Covillana.

### Comunicación social
El periódico local, de periodicidad semanal, es el Notícias da Covilhã.
Tiene solamente una radio local: Rádio Covilhã (95.6 97.0 MHz).